# Alcis nigridorsaria
Alcis nigridorsaria là một loài bướm đêm trong họ Geometridae.